# Ойбал
Ойбал (на гръцки: Οἴβαλος, Oibalos) е в древногръцката митология цар на Спарта през 13 век пр.н.е.
Син е на Периер и внук на Кинорт. Според други източници той е син на Кинорт или на Аргал.
Той е съпруг на Горгофона, дъщерята на Персей и Андромеда – след нейния брак с Периер първата вдовица, която се омъжва за втори път. С нея той е баща на – Арена, Тиндарей и Икарий, по-късният тъст на Одисей.
Според други той е баща и на Хипокоон с нимфата Батия. Според Павзаний той е баща и на Пейрена.
След смъртта на Ойбал на трона се възкачва Хипокоон или Тиндарей. В Спарта му издигат светилище, Хероон. Неговите наследници се наричат Ойбалиди, понякога също – общо Спартанците. Дава името на Oibalias, днешен Таранто.